# Comté de Kalamazoo
Le comté de Kalamazoo (Kalamazoo County en anglais) est dans le sud-ouest de la péninsule inférieure de l'État du Michigan. Son siège est à Kalamazoo. Selon le recensement de 2010, sa population est de 250 331 habitants. 

## Géographie
Le comté a une superficie de 1 503 km2, dont 1 455 km2 de terres.

### Comtés adjacents
- Comté de Barry (nord-est)
- Comté d'Allegan (nord-ouest)
- Comté de Calhoun (est)
- Comté de Van Buren (ouest)
- Comté de Branch (sud-est)
- Comté de Saint-Joseph (sud)
- Comté de Cass (sud-ouest)